# Josefův Důl (Boêmia Central)
Josefův Důl é uma comuna checa localizada na região da Boêmia Central, distrito de Mladá Boleslav.